# Carlos Alberto Seixas
Carlos Alberto Seixas es un exfutbolista brasileño. Fue campeón con el Club América en 1989. 

## Clubes como jugador
| Club                   | País        | Año       |
| ---------------------- | ----------- | --------- |
| Palmeiras              | Brasil      | 1979-1983 |
| Cruzeiro EC            | Brasil      | 1984-1986 |
| Mogi Mirim EC          | Brasil      | 1987-1988 |
| Club América           | México      | 1988–1989 |
| Club de Fútbol Atlante | México      | 1989-1990 |
| Alianza F.C.           | El Salvador | 1990-1991 |
| CD FAS                 | El Salvador | 1991-1992 |
| Querétaro FC           | México      | 1992-1994 |

### Como entrenador
- Grêmio Prudente Futebol (2000 – 2001)
- Esporte Clube XV de Novembro (Piracicaba) (2002)
- Olímpia Futebol Clube (2003-2006)
- Associação Atlética Internacional (Limeira) (2007-2008)
- Esporte Clube Noroeste (2013)